# Sergei Iwanowitsch Schtschukin

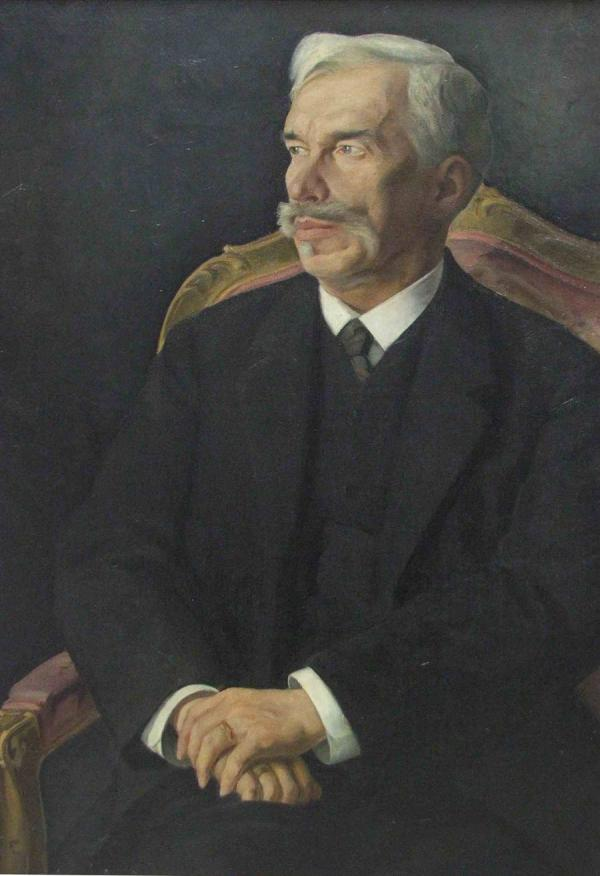
Dmitrij Melnikow: Porträt Sergei Iwanowitsch Schtschukin (1915)

Sergei Iwanowitsch Schtschukin (russisch Сергей Иванович Щукин; * 27. Mai 1854 in Moskau; † 10. Januar 1936 in Paris) war ein russischer Textilmagnat, der als Kunstsammler und -mäzen bekannt wurde.

## Leben und Wirken
Schtschukin begann seine Sammlungstätigkeit ganz traditionell mit Werken russischer Realisten.
Nach einem Besuch in Paris im Jahr 1897 kaufte Schtschukin seinen ersten Monet, die Kathedrale von Rouen. Er interessierte sich hauptsächlich für Werke des Impressionismus, Post-Impressionismus und des Fauvismus. Später erwarb er unter anderem zahlreiche Werke von Paul Cézanne, Vincent van Gogh und Paul Gauguin. Die Gemälde waren anfangs für sein Privathaus in Moskau bestimmt. In den Jahren ab 1897 bis 1904 stand Monet im Mittelpunkt seines Interesses, von 1904 bis 1910 sammelte er vor allem Cézanne, van Gogh und Gauguin. Anschließend, von 1910 bis 1914 konzentrierte er sich auf die Werke von André Derain, Henri Matisse, und Pablo Picasso. Schtschukin war ein Sammler, der nicht nur nach russischen, sondern auch nach west-europäischen Maßstäben die gewagtesten Arbeiten des 20. Jahrhunderts erwarb.

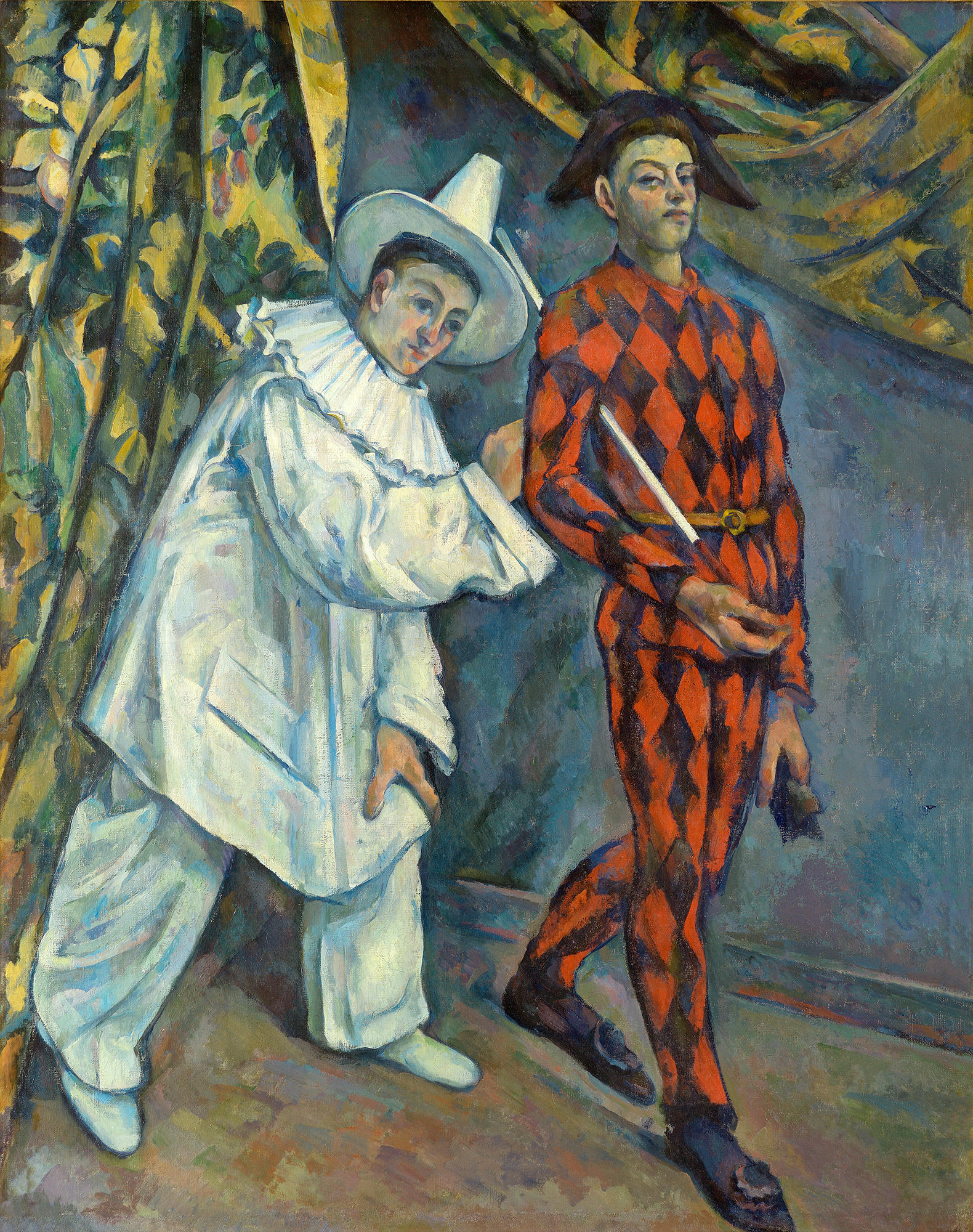
Paul Cézanne: Mardi Gras (Fastnacht), 1888, 1904 von Schtschukin erworben, heute im Puschkin-Museum, Moskau

Schtschukin war besonders bekannt für seine enge Verbindung zu Henri Matisse, der Dekorationen für sein Haus und speziell für ihn eines seiner berühmtesten Gemälde, Der Tanz, schuf. Der Tanz wird oft als ein Schlüsselwerk von Matisse’ Künstlerkarriere angesehen und für die Entwicklung der modernen Kunst. Henri Matisse schuf dieses Gemälde für Schtschukin als Teil eines Auftrags, der ein zweites Bild umfasste, Music, ebenfalls aus dem Jahr 1910. Eine frühere Version von Der Tanz von 1909 ist im Museum of Modern Art in New York ausgestellt.
Schtschukins Sammlung umfasste ebenfalls zahlreiche Werke von Pablo Picasso, darunter viele seiner frühen kubistischen Werke, ergänzt durch einige Werke aus der Blauen und Rosa Periode.
Schtschukins Brüder Pjotr, Dmitri, Nikolai und Iwan waren ebenfalls Textilunternehmer und Sammler.
Schtschukin war mit Pawel Michailowitsch Tretjakow verwandt, der ihm als Beispiel, wenn nicht als Vorbild diente. Schicksalsschläge wie der Tod seiner Frau, die Selbstmorde zweier Söhne und seines Bruders Ivan haben Schtschukins Sicht der Welt und seiner Rolle als Diener der Kunst einschneidend verändert. In der Nacht des 4. (17.) Januar 1907 vermachte er seine Sammlung testamentarisch der Tretjakow-Galerie. Anschließend, mit dem Verständnis, dass seine Sammlung der Öffentlichkeit gehöre, machte er sie auch zugänglich und öffnete 1909 sein Haus für die Öffentlichkeit. Dabei ging die Bedeutung weit über die eines Museums hinaus. Manches Gemälde fand seinen Weg noch feucht an die Wände von Schtschukin. Sein Haus wurde damit auch zu einem Salon für junge Künstler und befeuerte den Konflikt zwischen Studenten und Dozenten in den Akademien. Anfang des 20. Jahrhunderts konnte es nur die Sammlung von Leo und Gertrude Stein mit der von Schtschukin aufnehmen.
Die russische Gesellschaft der Jahrhundertwende hielt jedoch sogar die Impressionisten noch für Scharlatane, und wer ihre Gemälde zu sammeln begann, geriet in den Ruf, ein noch größerer Scharlatan zu sein. Der Kritiker Jakob Tugendhold schrieb 1914, als die Erinnerungen an die Anfangszeit von Schtschukins Kollektion noch wach waren, dass die ersten von ihm angeschafften Werke von Monet „ebenso viel Entrüstung hervorriefen wie gegenwärtig die Arbeiten von Picasso: Nicht umsonst wurde ein Gemälde von Monet aus Protest von einem Gast von Schtschukin mit einem Bleistift zerkratzt“.
Nach der Russischen Revolution 1917 beschlagnahmte die Regierung seine Sammlung. Schtschukin emigrierte nach Paris. 1948 wurde die Sammlung, die zwischenzeitlich mit Iwan Morosows Museum der Neuen Westlichen Kunst zusammengelegt worden war, auf Befehl Stalins aufgeteilt zwischen dem Puschkin-Museum und der Eremitage in Sankt Petersburg.

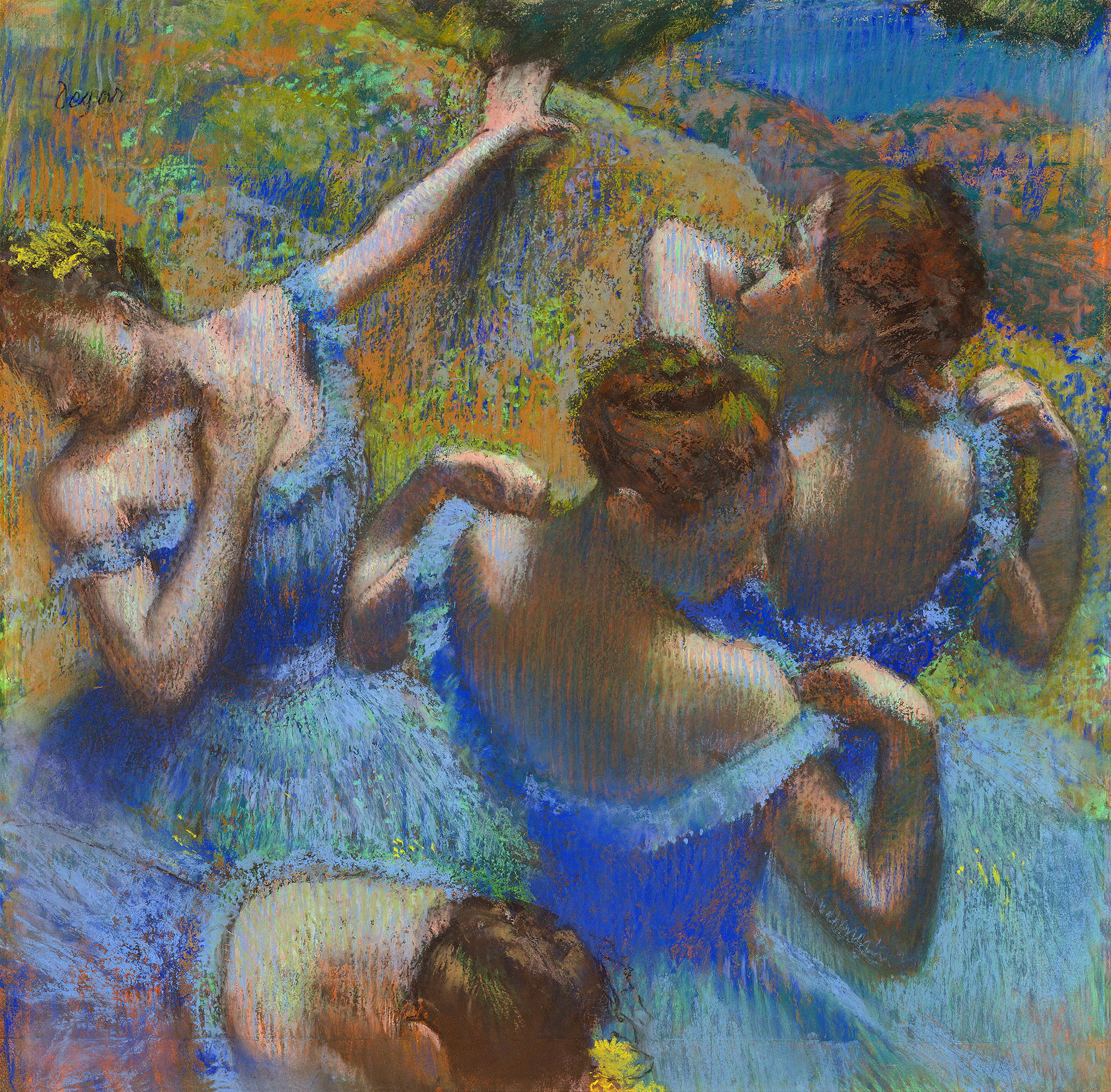
Degas: Danseuses en bleu, Ende des 19. Jahrhunderts, Puschkin-Museum
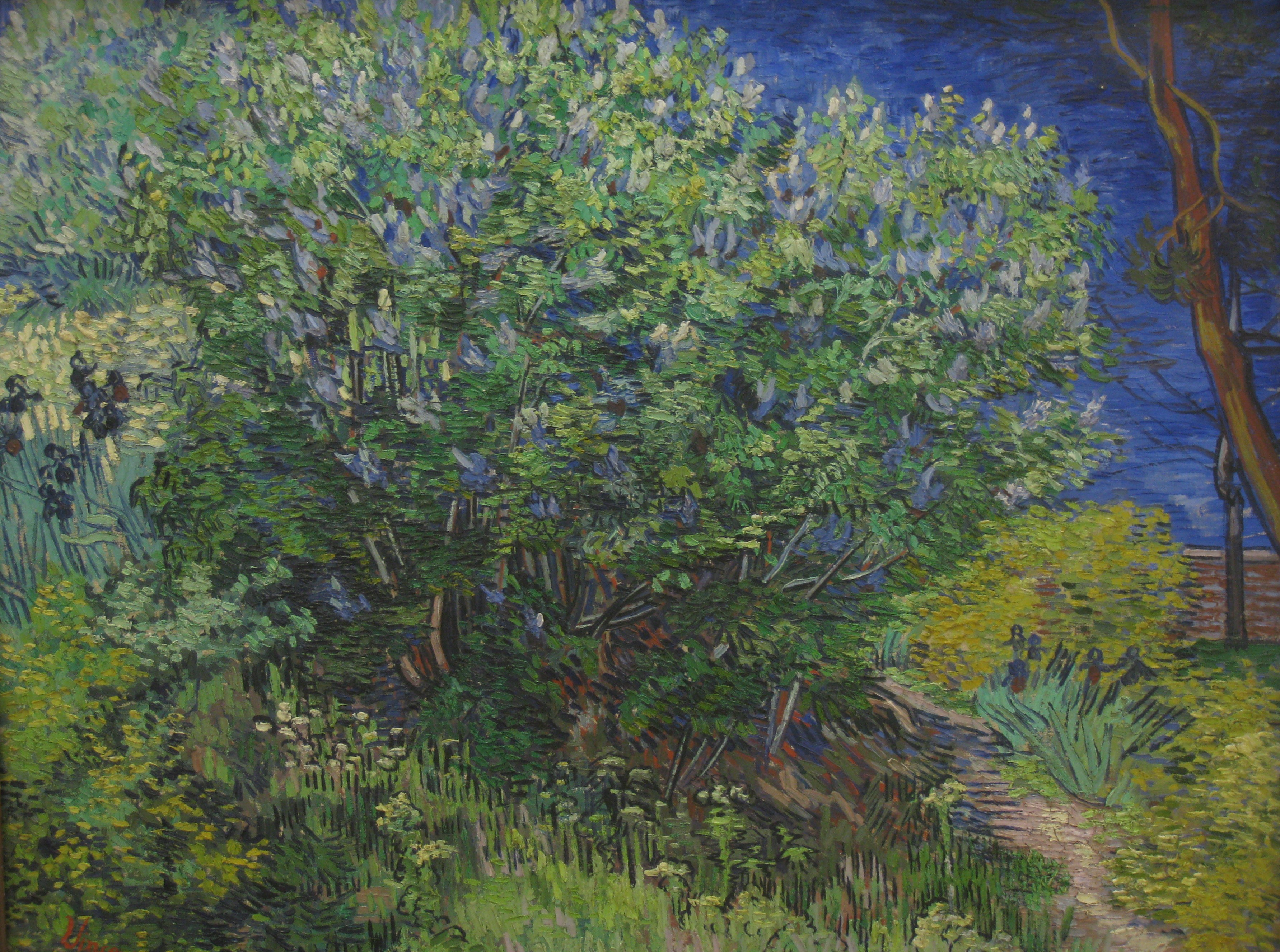
Van Gogh: Lilas (1889), Eremitage
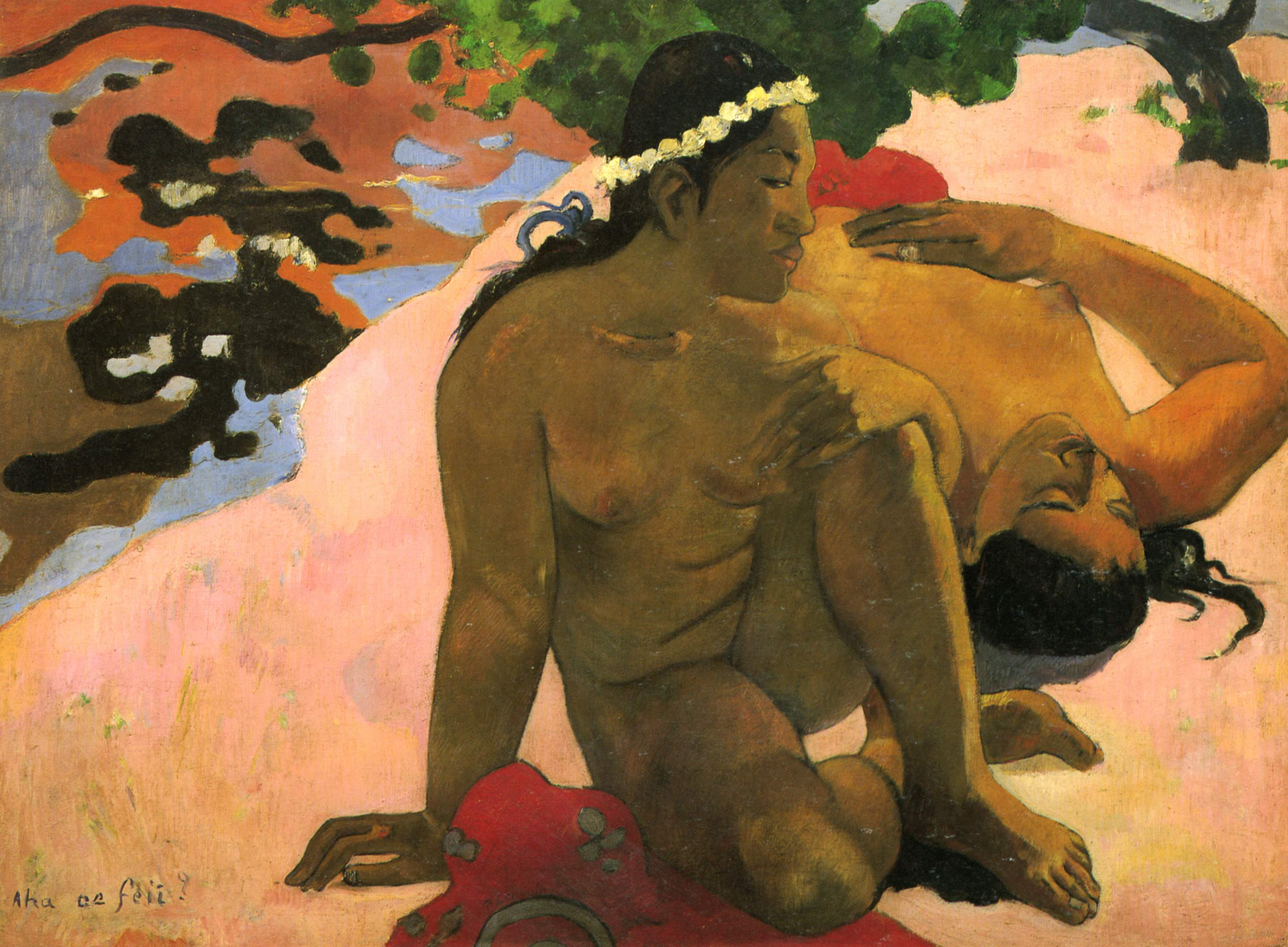
Gauguin: Eh quoi, tu es jaloux? (No te aha ’oe fe’i’i?, 1892), Puschkin-Museum
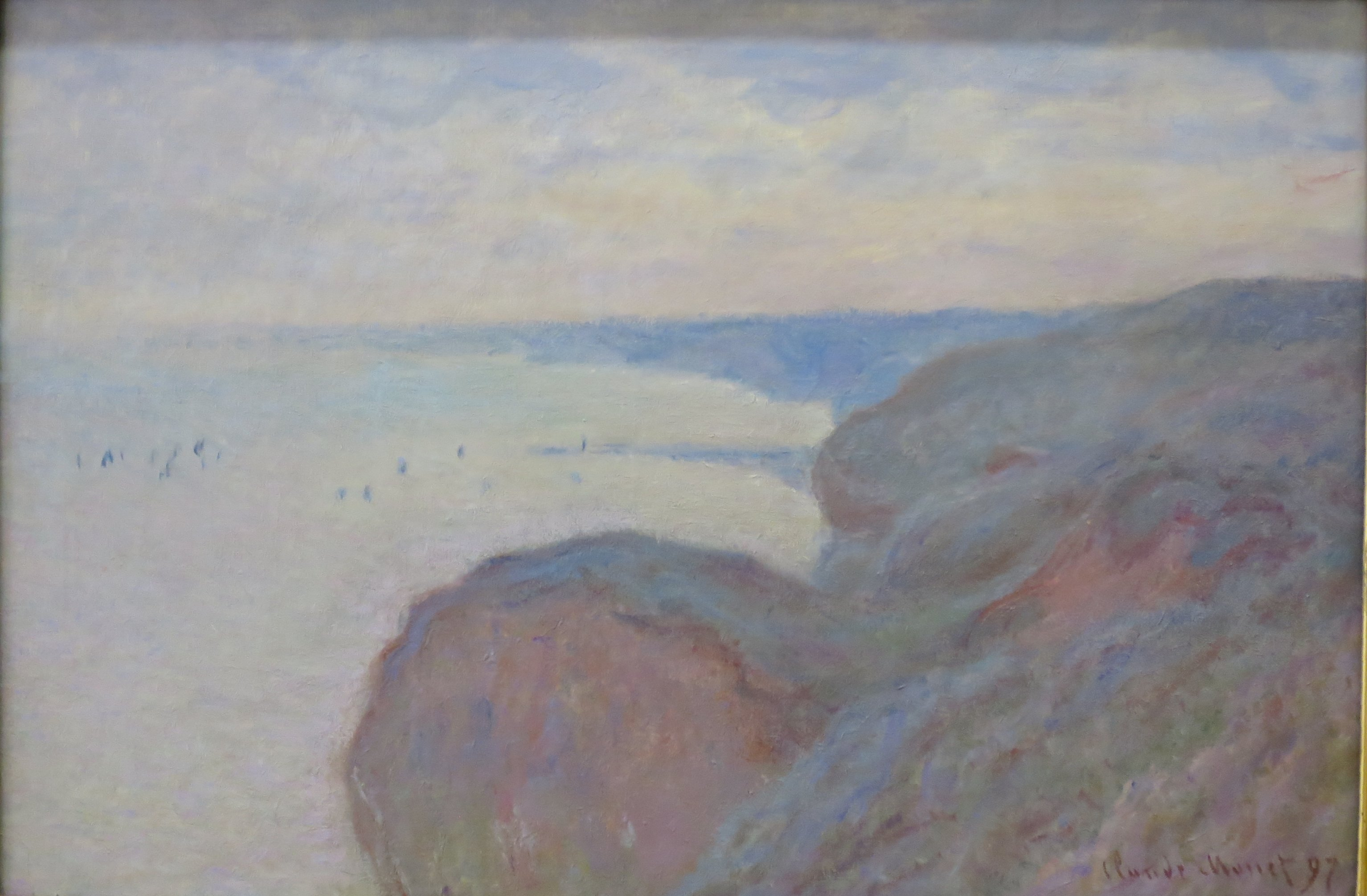
Monet: Falaises près de Dieppe (1897), Eremitage

## Ausstellungen

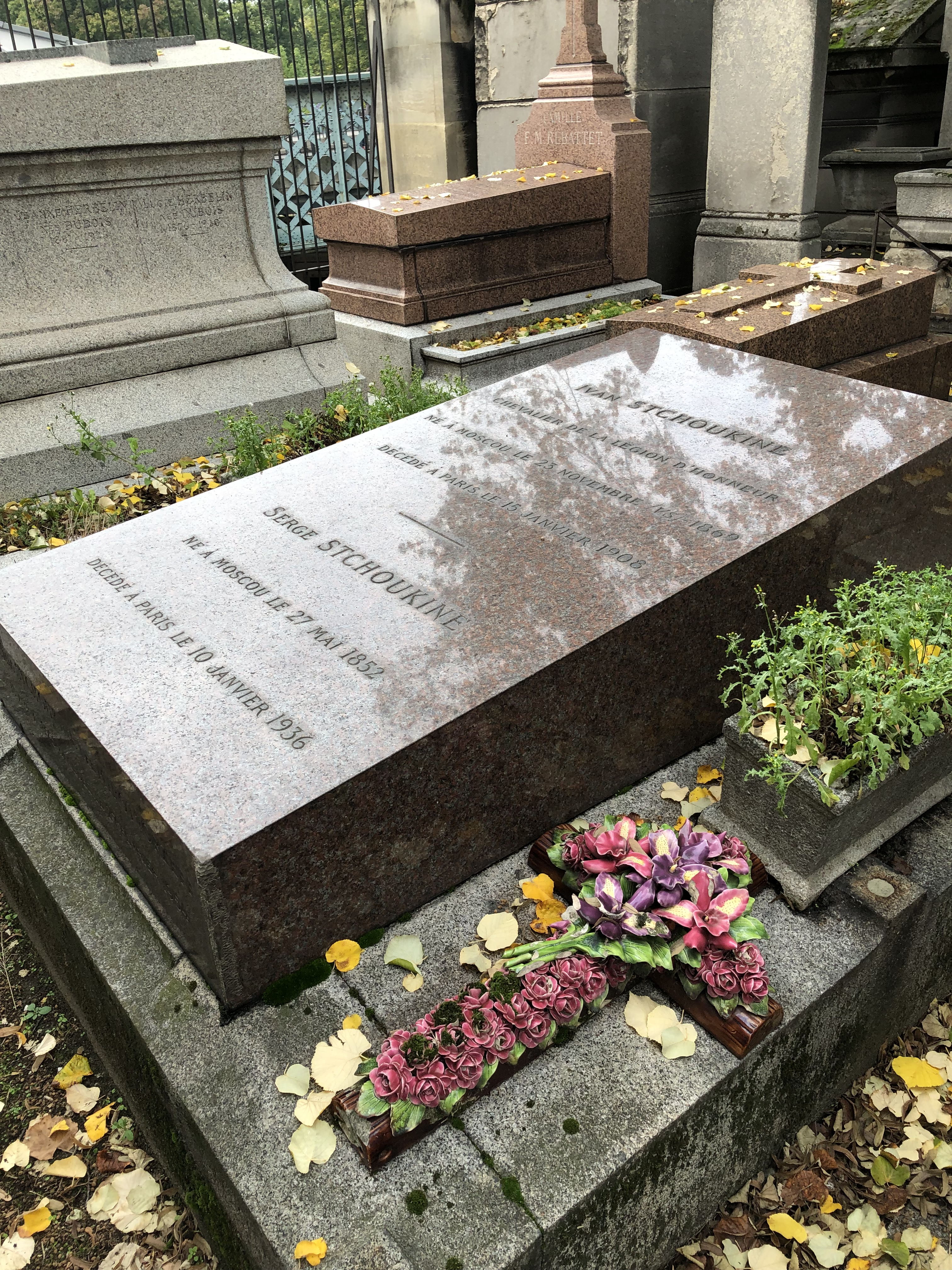
Schtschukins Grab im Friedhof Montmartre

- 1993: Morosow und Schtschukin: Die russischen Sammler. Monet bis Picasso, Museum Folkwang, Essen, Eremitage, St. Petersburg und Puschkin-Museum, Moskau
- 2016/17: Icônes de l’art moderne. La collection Chtchoukine, Fondation Louis Vuitton, Paris, 22. Oktober 2016 bis 20. Februar 2017[3]